# La Chapelle-sous-Dun
La Chapelle-sous-Dun és un municipi francès, situat al departament de Saona i Loira i a la regió de Borgonya - Franc Comtat. L'any 2007 tenia 425 habitants.

## Demografia

### Població
El 2007 la població de fet de La Chapelle-sous-Dun era de 425 persones. Hi havia 182 famílies, de les quals 48 eren unipersonals (28 homes vivint sols i 20 dones vivint soles), 75 parelles sense fills, 55 parelles amb fills i 4 famílies monoparentals amb fills.
La població ha evolucionat segons el següent gràfic:
Habitants censats

### Habitatges
El 2007 hi havia 265 habitatges, 187 eren l'habitatge principal de la família, 43 eren segones residències i 36 estaven desocupats. 258 eren cases i 7 eren apartaments. Dels 187 habitatges principals, 141 estaven ocupats pels seus propietaris, 39 estaven llogats i ocupats pels llogaters i 6 estaven cedits a títol gratuït; 1 tenia una cambra, 6 en tenien dues, 22 en tenien tres, 63 en tenien quatre i 95 en tenien cinc o més. 145 habitatges disposaven pel capbaix d'una plaça de pàrquing. A 96 habitatges hi havia un automòbil i a 74 n'hi havia dos o més.

### Piràmide de població
La piràmide de població per edats i sexe el 2009 era:
| Homes | Edats   | Dones |
| ----- | ------- | ----- |
| 0     | 95 o +  | 0     |
| 0     | 90 a 94 | 0     |
| 4     | 85 a 89 | 0     |
| 0     | 80 a 84 | 4     |
| 16    | 75 a 79 | 4     |
| 16    | 70 a 74 | 8     |
| 24    | 65 a 69 | 12    |
| 12    | 60 a 64 | 32    |
| 12    | 55 a 59 | 16    |
| 16    | 50 a 54 | 12    |
| 12    | 45 a 49 | 4     |
| 12    | 40 a 44 | 16    |
| 24    | 35 a 39 | 32    |
| 16    | 30 a 34 | 8     |
| 12    | 25 a 29 | 32    |
| 12    | 20 a 24 | 0     |
| 8     | 15 a 19 | 8     |
| 24    | 10 a 14 | 20    |
| 28    | 5 a 9   | 20    |
| 8     | 0 a 4   | 16    |

## Economia
El 2007 la població en edat de treballar era de 262 persones, 191 eren actives i 71 eren inactives. De les 191 persones actives 178 estaven ocupades (103 homes i 75 dones) i 13 estaven aturades (6 homes i 7 dones). De les 71 persones inactives 31 estaven jubilades, 19 estaven estudiant i 21 estaven classificades com a «altres inactius».

### Ingressos
El 2009 a La Chapelle-sous-Dun hi havia 199 unitats fiscals que integraven 422 persones, la mediana anual d'ingressos fiscals per persona era de 16.326 €.

### Activitats econòmiques
Dels 17 establiments que hi havia el 2007, 1 era d'una empresa extractiva, 1 d'una empresa alimentària, 1 d'una empresa de fabricació d'altres productes industrials, 3 d'empreses de construcció, 4 d'empreses de comerç i reparació d'automòbils, 1 d'una empresa de transport, 2 d'empreses d'hostatgeria i restauració, 1 d'una empresa immobiliària, 1 d'una empresa de serveis, 1 d'una entitat de l'administració pública i 1 d'una empresa classificada com a «altres activitats de serveis».
Dels 5 establiments de servei als particulars que hi havia el 2009, 1 era un paleta, 1 fusteria, 1 perruqueria i 2 restaurants.
Dels 2 establiments comercials que hi havia el 2009, 1 era una botiga de més de 120 m² i 1 una botiga de menys de 120 m².
L'any 2000 a La Chapelle-sous-Dun hi havia 15 explotacions agrícoles que ocupaven un total de 657 hectàrees.

## Equipaments sanitaris i escolars
El 2009 hi havia una escola maternal integrada dins d'un grup escolar amb les comunes properes formant una escola dispersa.

## Poblacions més properes
El següent diagrama mostra les poblacions més properes.